# سيلفيا ليون
سيلفيا ليون (بالإسبانية: Silvia León) (22 فبراير 1958 - ) هي لاعبة كرة طائرة بيروفية. شاركت في بطولة العالم لكرة الطائرة للسيدات 1982 ودورة الألعاب الأمريكية 1979 والألعاب الأولمبية الصيفية 1980. وشاركت مع منتخب بيرو الوطني لكرة الطائرة للسيدات.

## وصلات خارجية
- سيلفيا ليون على موقع اللجنة الأولمبية الدولية (الإنجليزية)
- سيلفيا ليون على موقع أوليمبيديا (الإنجليزية)